# Sebastian Larsson
Pour les articles homonymes, voir Larsson.
Sebastian Larsson, né le 6 juin 1985 à Eskilstuna en Suède, est un footballeur international suédois qui évolue au poste de milieu de terrain.

## Carrière

### Arsenal FC
Sebastian Larsson fait ses débuts à l'IFK Eskilstuna, il est transféré à Arsenal FC alors qu'il est âgé de 16 ans. En octobre 2004, lors d'une rencontre de Coupe de la Ligue face à Manchester City, il dispute son premier match pour le club londonien.

### Birmingham City
Rarement retenu pour jouer en équipe première à Arsenal, il est prêté en août 2006 à Birmingham City, qui évolue alors en 2e division. Le milieu de terrain suédois est accompagné à Birmingham par Fabrice Muamba, un autre jeune joueur d'Arsenal ayant besoin de temps de jeu. Le prêt de Larsson comprend une option d'achat. En janvier 2007, Larsson s'engage avec Birmingham, qui remonte en Premier League à l'issue de la saison 2006-2007. Le montant du transfert est évalué à 1,5 million d'euros.
Les Blues sont de nouveau relégués en 2007-2008. En fin de saison, Larsson est élu « joueur de l'année » dans son club.

### Sunderland AFC
Le 22 juin 2011, après la relégation de Birmingham en deuxième division anglaise, il est recruté par Sunderland.
Larsson se distingue des son premier match pour les Black cats en marquant également son premier but, le 13 août 2011 face au Liverpool FC, à l'occasion de la première journée de la 2011-2012 de Premier League. Titularisé, il est l'auteur du but égalisateur de son équipe (1-1 score final).

### Hull City
Après six années passées à Sunderland, le 9 août 2017, il s'engage avec Hull City, en paraphant un contrat d'un an.
Il inscrit son premier but avec les Tigers le 30 septembre 2017 face à Birmingham City, en championnat. Titularisé, il participe à la victoire de son équipe par six buts à un.

### AIK Solna
Il s'engage librement pour trois saisons avec l'AIK Fotboll en juin 2018. Il joue son premier match pour l'AIK le 22 juillet 2018, lors d'une rencontre de championnat face à l'IF Brommapojkarna. Il est titularisé et son équipe l'emporte largement par cinq buts à un.
Le 7 décembre 2021, Larsson prolonge son contrat avec l'AIK jusqu'en décembre 2022.
Larsson met un terme à sa carrière professionnelle à l'issue de la saison 2022, à l'âge de 37 ans.

### En équipe nationale
En février 2008, Sebastian Larsson est appelé pour la première fois en équipe nationale, à l'occasion d'un match amical face à la Turquie. Il est retenu dans la liste des vingt-trois joueurs suédois établie par le sélectionneur Lars Lagerbäck en vue de l'Euro 2008. Larsson entre en jeu durant le match opposant la Suède à l'Espagne. Quatre ans plus tard, il est convoqué pour participer à l'Euro 2012, compétition durant laquelle il inscrit un but face à la France lors du dernier match de poules. Il enchaîne ensuite avec l'Euro 2016, où les suédois sortiront dès le premier tour.
Il est retenu dans la liste des 23 suédois pour participer à la Coupe du monde 2018 en Russie. Lors de ce tournoi les Suédois finissent premier de leur groupe à la surprise générale et arrivent même à se hisser jusqu'en quarts de finale, où ils sont sortis finalement par l'Angleterre (défaite 0-2). Larsson dispute sa dernière compétition lors de l'Euro 2020 où les scandinaves atteindront les 1/8e de finale du tournoi.

## Palmarès

### En club
- Birmingham City
  - Vainqueur de la Coupe de la Ligue en 2011.
  - Vice-champion de Championship en 2007.

- Sunderland AFC
  - Finaliste de la Coupe de la Ligue en 2014.
- AIK Fotboll
  - Champion de Suède en 2018
  - Vice-champion en 2021